# Jonah: A VeggieTales Movie
Jonah - A VeggieTales Movie (no Brasil: Jonah e Os Vegetais, em Portugal: Histórias de Vegetais: O Filme) é um filme de animação computadorizada de 2002, escrito e dirigido por Phil Vischer e Mike Nawrocki, com música de Kurt Heinecke. Foi produzido pela Big Idea Productions e distribuído por FHE Pictures.

## Sinopse
Enquanto esperam socorro por causa do carro quebrado, um grupo de vegetais conhece a história de Jonah, um mensageiro cujas mensagens vêm diretamente de Deus. Um dia ele precisa entregar uma mensagem especial que irá colocá-lo numa aventura juntamente com piratas que irão mandá-lo para dentro da barriga de uma baleia.

## Dublagem/Dobragem

### Brasil

#### Dublagem da"Audio News"para Cinema, DVD e VHS
- Marcius Costa - Bob, o Tomate
- Marco Ribeiro - Larry, o Pepino
- Manolo Rey - Júnior Aspargo
- Aline Ghezzi - Laura Cenoura
- Marco Ribeiro - Arquibaldo Aspargo
- Júlio Chaves - Sr. Dentinho
- Miguel Rosenberg - Scooter, a Cenoura
- Marco Ribeiro - Sr. Nozor
- Alexandre Moreno - Jerry Abóbora
- Marco Antônio Costa - Jean-Claude Ervilha
- Marco Ribeiro - Phillipe Ervilha
- Marco Ribeiro - Pa Uva
- Marco Ribeiro - Pai Aspargo

Canções: 
- Marcius Costa - Bob, o Tomate
- Marco Ribeiro - Larry, o Pepino
- Marisa Leal - Júnior Aspargo
- Aline Ghezzi - Laura Cenoura
- Marco Ribeiro - Arquibaldo Aspargo
- Marco Ribeiro - Sr. Dentinho
- Marco Antônio Costa - Jean-Claude Ervilha
- Marco Ribeiro - Phillipe Ervilha
- Marco Ribeiro - Pa Uva
- Marco Ribeiro - Pai Aspargo

#### Dublagem da"Herbert Richers"para TV
- Manolo Rey - Bob, o Tomate
- Sérgio Stern - Larry, o Pepino
- Ana Lúcia Menezes - Júnior Aspargo
- Christiane Monteiro - Laura Cenoura
- Rosane Corrêa - Ana Aipo
- Cláudio Galvan - Arquibaldo Aspargo
- Cláudio Galvan - Sr. Dentinho
- Jorge Vasconcellos - Scooter, a Cenoura
- Júlio César Barreiros - Sr. Nozor
- Marcelo Garcia - Jean-Claude Ervilha

Canções:
- Sérgio Stern - Larry, o Pepino
- Aline Ghezzi - Júnior Aspargo
- Christiane Monteiro - Laura Cenoura
- Sérgio Fortuna - Arquibaldo Aspargo e Sr. Dentinho

#### Dublagem da"Dubbing Company"para Netflix (Atualmente Não Está Na Netflix)
- Gustavo Martinez - Bob, o Tomate
- Marcos Becker - Larry, o Pepino
- Carloz Magno - Júnior Aspargo
- Bruna Nogueira - Laura Cenoura
- Amanda Tavares - Ana Aipo
- Danilo Diniz - Percy, a Ervilha
- Renan Villela - Arquibaldo Aspargo
- Demetrios Augustus - Khalil
- Rafael Quelle - Sr. Dentinho
- Nagib Akim - Scooter, a Cenoura
- Renan Alonso - Pa Uva
- André Gaiani - Pai Aspargo

### Portugal
- ??? - Bob, o Tomate
- ??? - Luís, o Pepino
- ??? - Gustavo, o Espargo
- Susana João - Espargo Júnior
- Marta Madeira - Cenoura Laura
- ??? - Khalil

## Curiosidades
- As primeiras dois dublagens foram realizadas no Rio de Janeiro, mas a terceira dublagem foi realizada em São Paulo.
- A dublagem da Herbert Richers nunca foi exibida no Brasil.